# Pipturus argenteus
Pipturus argenteus, conocida como morera blanca, ortiga blanca, amahatyan (en chamorro), y ghasooso (en carolinio), es un pequeño árbol nativo del norte de Australia, Guam, y las Islas Marianas del Norte.

## Descripción
Es un arbusto o pequeño árbol que alcanza hasta 6 m de altura. En Australia crece en el bosque lluvioso subtropical, seco y ribereño del norte desde Lismore hasta el norte de Queensland, principalmente en áreas costeras.
Es un buen proveedor de sombra de rápido crecimiento donde tiene acceso al agua. A menudo se utiliza como una especie pionera. Sus tallos son muy blandos, fáciles de romper. Sufre en períodos muy secos. No soporta bien las heladas, lo que explica su rango costero en regiones más cálidas. 
Las hojas son elípticas con bordes finamente dentados, de color verde oscuro en su parte superior y plateadas por debajo debido a una cubierta densa de pelos blancos. Las flores son blancas en pequeños grupos, flores masculinas y femeninas en plantas separadas (enero-junio).

## Usos

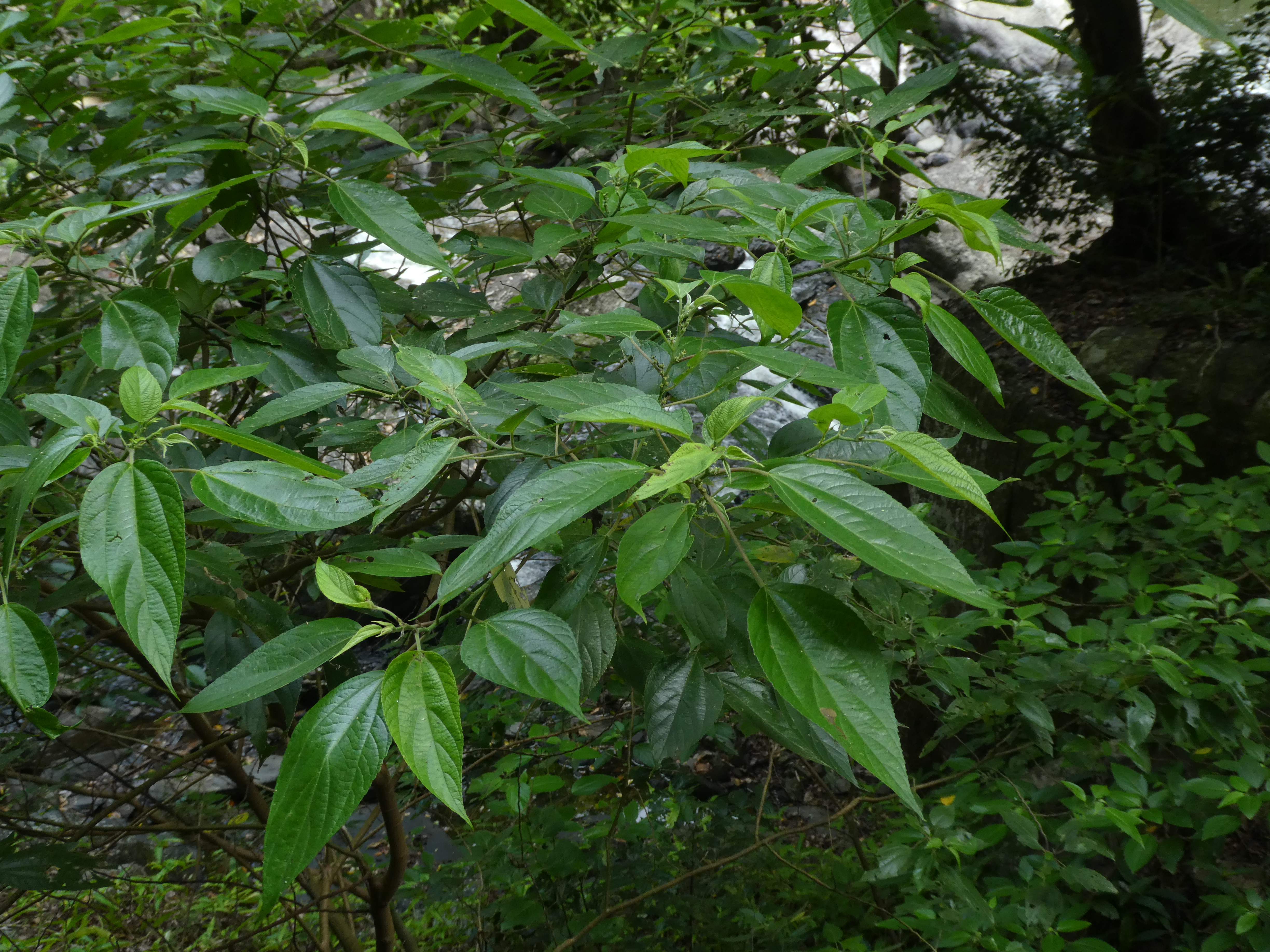
Pipturus argenteus

Su corteza (que produce un tinte marrón) es utilizada por los aborígenes para hacer fibra para redes de pesca.
La fruta pequeña, suave como la mora, de hasta 6 mm de diámetro, es comestible. Es dulce, pero de sabor variable. Contiene muchas semillas pequeñas, madura de mayo a julio.